# Peter Laurits Jacobsen
 Der er for få eller ingen kildehenvisninger i denne artikel, hvilket er et problem. Du kan hjælpe ved at angive troværdige kilder til de påstande, som fremføres i artiklen.

Peter Lauritz Jacobsen "Sprøjteføreren" (27. marts 1855 i Gentofte - 17. oktober 1923) var dansk brandmand, bokser, idrætsleder og boksetræner

## Historie
P.L. Jacobsen var den første formand for Arbejdernes Idræts Klub, en af Danmarks første og ældste idræts klubber. Klubben blev stiftet i 1895 på et møde, afholdt på initiativ af folketingsmand A.C. Meyer, der i "Socialdemokraten" havde indkaldt til mødet med det formål at få stiftet en idrætsklub for arbejdere.
Idéen til dette møde fik han af P.L. Jacobsen. P.L. Jacobsen var på dette tidspunkt medlem af Kjøbenhavns Athletklub, men følte i lyset af den spirende fagbevægelse og arbejderbevidsthed, at der var behov for en idrætsklub for arbejdere. P.L. Jacobsen, der havde lært at bokse om bord på engelske og amerikanske skibe, indførte boksningen i Danmark. Det skete i Arbejdernes Idræts Klub som blev den første danske bokseklub og fulgtes hurtigt af flere andre, så som IK99, IF Sparta og AK Jyden.
Den første professionelle boksekamp afholdes i Danmark 12 februar 1896, da Johannes Jørgensen som havde taget navnet Jim Smith besejrer P.L. Jacobsen i København. Jim Smith var ansat som boksetræner i Athletklubben Hermod i København. Nogenlunde samtidig havde den nystiftede Arbejdernes Idræts Klub også taget boksning på programmet, under ledelse af P.L. Jacobsen. Det var herefter nærliggende at arrangere en kamp mellem de to boksetrænere fra de to klubber. Kampen blev arrangeret i et træningslokale og Ringen bestod af et reb, udspændt mellem fire stole. 
P.L. Jacobsen havde ikke som Jim Smith tidligere bokset professionelt, og var i en alder af 42 år noget ældre end den 29-årige Jim Smith og vejede fem kilo mindre. Efter fire omgange af to minutter opgav P.L. Jacobsen, efter at næsen var blevet skadet, og Jim Smith blev erklæret vinder. 
Selvom der havde været afholdt mere eller mindre organiserede boksekampe i Danmark inden kampen mellem Jim Smith og P.L. Jacobsen, anses det generelt som den første professionelle boksekamp i Danmark. P.L. Jacobsen boksede ikke siden, men fortsatte som træner for bl.a. Waldemar Holberg.
P.L. Jacobsen var brandmand ved Københavns Brandvæsen og arbejdede som sprøjtefører på Østerbro Brandstation. Han var farfar til kunstneren Robert Jacobsen. 